# Пётр из Львова
Пётр из Львова (пол. Piotr ze Lwowa; ?—после 1 сентября 1435) — католический религиозный деятель, епископ Жемайтийский (1434—1435).
20 сентября 1434 года был назначен ординарием Жемайтии и вступил в должность епископа 23 августа 1435 года.
Выслан из Литвы как сторонник князя Свидригайло.